# Xcel Energy Center
Xcel Energy Center er en sportsarena i Saint Paul i Minnesota, USA, der er hjemmebane for NHL-holdet Minnesota Wild. Arenaen har plads til ca. 18.000 tilskuere, og blev indviet i år 2000.